# Гюнтер Блументрит
Гюнтер Алойс Фридрих Блументрит (на немски: Günther Blumentritt) (1892 – 1967) е немски офицер, участник в Първата и Втората световна война, генерал от пехотата и кавалер на орден Рицарски кръст с дъбови листа.

## Биография
Роден на 10 февруари 1892 г. в Мюнхен, Германска империя, Блументрит постъпва в Имперската армия през май 1911 г. като фанен-юнкер (офицерски кандидат), зачислен към състава на пехотен полк „Тюринг“.

### Първа световна война
От началото на войната до 1917 г. е батальонен адютант, временно полкови адютант, повишен е до звание старши лейтенант. Преди края ѝ обаче е ранен, след което е ескортиран до лазарета. След възстановяването си е повишен в адютант на пехотна бригада.
За службата си през войната е награден с Железен кръст II и I степен и с 2 ордена.

### Между световните войни
През 1919 г. е издигнат до пост ротен командир в доброволческия корпус Тюрингия, с който взима участие в сраженията срещу съветската армия, по-късно. Присъединява се към Райхсвера, като от началото на Втората световна война получава званието полковник. Малко след това поема поста началник оперативния щаб на 12-а армия.

### Втора световна война
Участва в Полската и Френската кампания като служи в щаба на група армии „Юг“ и група армии „А“, назначен е за началник-щаб на 4-та армия през октомври 1940 г.
От 22 юни 1941 г. взима участие в Германо-съветската война – в Беларуските сражения, а след това и по Московското направление.
Година по-късно става генерал-майор, след което е назначен за заместник нащалник-щаб на Сухопътните сили. От септември е началник-щаб на група армии „Д“ (във Франция). За сраженията в покрайнините на Москва е награден със Златен германски кръст. 3 месеца след това е повишен в чин генерал-лейтенант.
През април 1944 г. получава званието генерал от пехотата (последно повишение), като през лятото на същата година е изпратен на Западния фронт, където взима участие в предотвратяването на съюзнически десанти. От есента на същата година получава отличието Рицарски кръст, през октомври е назначен за командир на 12-и СС корпус, воюващ в Нидерландия.
За 2 месеца през 1945 г. поема командването на 25-а армия в Нидерландия, за което е награден с приставката Дъбови листа (№ 741) към Рицарския кръст. В края на март и началото на април за кратко е командир на 1-ва парашутна армия, а от средата на април до края на март последно командва група армии „Блументрит“, в Шелвиг-Холщайн.
Пленен е от британските части на 1 юни 1945 г. Държан е в плен до 1 декември 1945 г. във Великобритания, след което е преместен в американски военнопленнически лагер, където остава до 1 януари 1948 г.
Умира в Марбург, Германия на 12 октомври 1967 г.

## Военни звания
- Офицерски кандидат – 29 май 1911 г.
- Лейтенант – 19 ноември 1912 г.
- Старши лейтенант – 22 март 1918 г.
- Капитан – 6 април 1926 г.
- Майор – 1 септември 1933 г.
- Подполковник – 20 април 1936 г.
- Полковник – 30 септември 1948 г.
- Генерал-майор – 16 януари 1942 г.
- Генерал-лейтенант – 16 ноември 1942 г.
- Генерал от пехотата – 20 май 1944 г.

## Военни награди
- Железен кръст (1914) – II I степен
- „Орден на Хоенцолерните“ с мечове (3 януари 1915)
- Значка за раняване (1918) – черна
- Закопчалка към Железния кръст – I степен
- Златен германски кръст (26 януари 1942)
- Медал „Източен фронт“ (7 август 1942)
- Рицарски кръст с дъбови листа
  - носител на Рицарски кръст от 13 септември 1944 г., като генерал от пехотата и началник на щаба на Група армии „Д“[1]
  - носител на Дъбови листа (№ 741) от 18 февруари 1945 г., като генерал от пехотата и командващ 25-а армия[2]